# 伏木万葉大橋
伏木万葉大橋（ふしきまんようおおはし）は、富山県高岡市の一級河川小矢部川河口付近に架かる臨港道路伏木外港1号線の橋梁。
伏木地区と吉久地区を結ぶことで伏木港へのアクセス改善を図ることを目的に、2003年度（平成15年度）から工事着手し、2007年（平成19年）春から架設工事を開始、2009年（平成21年）8月2日に竣工した。建設時は「伏木外港1号線橋梁」という仮称が付けられていた。橋の名称は、公募で集まった239件の候補から選ばれた。
本橋の開通により、1951年（昭和26年）から付近にて運航されていた如意の渡しは8月2日をもって廃止された。

## 橋データ
- 左岸 - 富山県高岡市伏木2丁目
- 右岸 - 富山県高岡市吉久1丁目
- 橋長 - 610 m[2]
- 幅員 - 11.8 m[2]
- 総事業費 - 約40億円[2]